# Laval-en-Brie
Laval-en-Brie ist eine französische Gemeinde mit 394 Einwohnern (Stand 1. Januar 2022) im Département Seine-et-Marne in der Region Île-de-France und gehört zum Gemeindeverband Pays de Montereau.

## Geographie
Der Ort befindet sich sechseinhalb Kilometer nordöstlich von Montereau-Fault-Yonne an der Landstraße D210. 
Zur Gemeinde gehören die Weiler Heurtebise und Grand Buisson.

## Sehenswürdigkeiten
- Kirche Saint-Laurent, erbaut im 13. Jahrhundert (Monument historique)
- Waschhaus, erbaut im 19. Jahrhundert

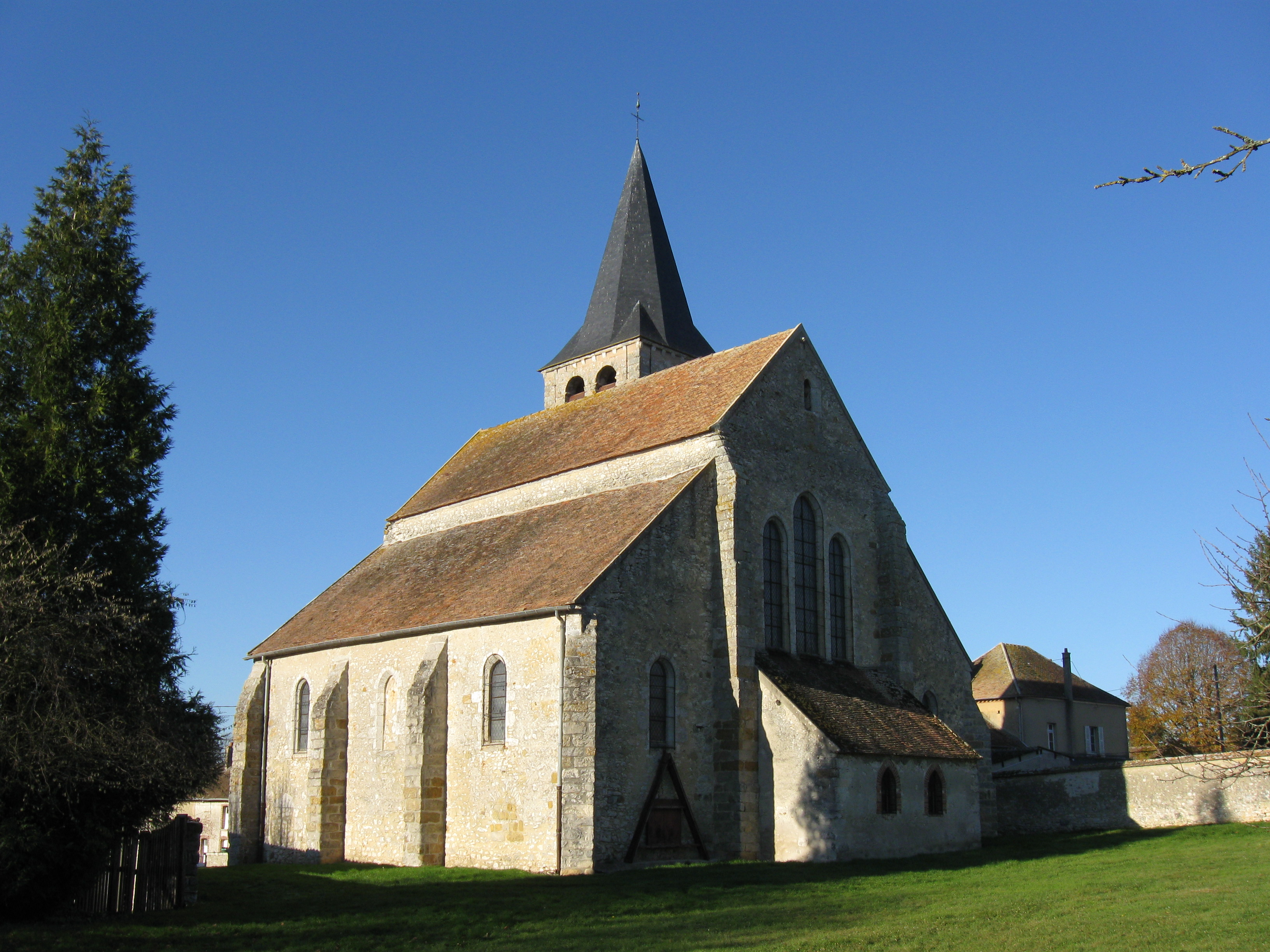
Saint-Laurent